# Бекетов, Артём Викторович
Артём Ви́кторович Бе́кетов (12 июня 1984, Душанбе, Таджикская ССР, СССР) — российский футболист, полузащитник.

## Карьера
Родился в Душанбе в семье футболиста «Памира» Виктора Бекетова. В детстве переехал в хутор Садовый Крымского района Краснодарского края. Первый профессиональный клуб — крымский «Витязь».
В 2001 году подписал контракт с новороссийским «Черноморцем», который в то время выступал в Высшем дивизионе, и начал играть за дублирующий состав. По итогам сезона клуб покинул элитный дивизион, однако уже в следующем году занял второе место и вернулся в Премьер-лигу. 22 октября 2002 года в 32-м туре первенства в матче с петербургским «Динамо» Бекетов вышел на 85-й минуте вместо Александра Тихоновецкого. В 2003 году вновь выступал в турнире дублёров. В матче 15-го тура с дублёрами «Спартака» получил тяжёлую травму. Перенёс операцию на мениске и крестообразной связке, после чего на лечение и восстановление ушло несколько месяцев. В сезоне 2004 года провёл несколько игр за основной состав «Черноморца», вновь опустившегося в дивизион рангом ниже, и забил два гола — в первенстве с брянским «Динамо» и в Кубке с нальчикским «Спартаком».
Летом 2004 года отправился в «Луч-Энергию» из Владивостока. По итогам сезона клуб занял 14-е место, а в следующем выиграл первенство и получил право выступать в Премьер-лиге. В элитном дивизионе Бекетов выпал из основного состава, играя в турнире дублёров и сидя на лавке. Однако 30 июля 2006 года он дебютировал в Премьер-лиге: в матче 13-го тура с «Крыльями Советов» он заменил на 68-й минуте Руслана Аджинджала.
В начале 2007 года вновь получил тяжёлую травму — разрыв крестообразных связок. На лечение требовался год, и руководство клуба отпустило Бекетова восстанавливаться домой в Крымск, выдав на руки трансферный лист. В декабре 2007 года руководство «Черноморца» предложило Бекетову контракт сроком на год. Отыграв почти весь сезон без замен, он получил приглашение от клуба второго дивизиона белгородского «Салюта-Энергии», завоевавшего право выступать на будущий год в первом.
В ноябре 2009 года главный тренер «Салюта» Сергей Ташуев возглавил «Краснодар» и пригласил с собой в новую команду и Бекетова, с которым 19 декабря был заключён контракт на два года. В январе 2010 года на предсезонном сборе в Турции он получил ещё одну серьёзную травму и на год выбыл из футбола. Лишь в феврале 2011 года вновь приступил к тренировкам в общей группе, а в марте был заявлен за «Краснодар», за который провёл всего одну встречу: 22 июня в домашнем матче с «Тереком» вышел в стартовом составе и на 58-й минуте был заменён на Спартака Гогниева.
20 июля 2011 года перешёл в брянское «Динамо». Перед началом сезона 2012—2013 подписал контракт с «Волгарём». В январе 2013 года вернулся в «Салют».
Окончил Поволжскую государственную академию физической культуры, спорта и туризма (Набережные Челны), тренер ФК " Кубань " Варениковская .

## Достижения
- Победитель Первого дивизиона: 2005
- Серебряный призёр Первого дивизиона: 2002
- Победитель зоны «Центр» Второго дивизиона: 2014/15
- Бронзовый призёр зоны «Юг» Второго дивизиона: 2016/17